# 提摩希·D·史奈德
提摩希·大衛·史奈德（1969年8月18日—）是一名美国歷史學家、作家，專攻中歐、東歐以及猶太人大屠殺歷史，目前擔任耶魯大學理查德·莱文講座教授及维也纳人文科学研究所常任研究員。  他也是美國大屠殺紀念博物館外交關係理事會暨良知委員會的成員，維也納人類科學研究中心的常駐研究員。

## 代表作
- 《血色大地：夾在希特勒與史達林之間的東歐》（Bloodlands: Europe Between Hitler and Stalin）
- 《黑土:大屠殺為何發生？生態恐慌，國家毀滅的歷史警訊》（Black Earth: The Holocaust as History and Warning）
- 《暴政:掌控關鍵年代的獨裁風潮，洞悉時代之惡的20堂課》（On Tyranny: Twenty Lessons from the Twentieth Century）
- 《重病的美國：大疫情時代的關鍵4堂課，我們如何反思醫療、人權與自由》（Our Malady: Lessons in Liberty from a Hospital Diary）
- 《到不自由之路：普丁的極權邏輯與全球民主的危機》（The Road to Unfreedom: Russia, Europe, America)
- 《红色王子：一位哈布斯堡大公的秘密人生》（The Red Prince: The Secret Lives of a Habsburg Archduke)

## 生平
斯奈德于1969年8月18日出生于俄亥俄州代顿地区，他是兽医埃斯特尔·尤金·斯奈德 (Estel Eugene Snyder) 和教师、会计师和家庭主妇克里斯汀·哈德利·斯奈德 (Christine Hadley Snyder)的儿子。

## 生涯
史奈德曾于1994年至1995年在巴黎的法国国家科学研究中心、1996年在维也纳人文科学研究所、1997年在哈佛大学奥林战略研究所担任研究员，1998年至2001年在哈佛大学韦瑟黑德国际事务中心。
他还曾担任欧洲学院纳托林校区的讲师、布鲁塞尔自由大学的 Baron Velge 教席、莱顿大学的 Cleveringa 教席、伦敦经济学院的 Philippe Romain 教席以及2013年史丹佛大學的勒內·吉拉爾演講系列首次主講者。